# St. Vincent (película)
St. Vincent es una película escrita y dirigida por Theodore Melfi y protagonizada por Bill Murray, Jaeden Lieberher, Melissa McCarthy y Naomi Watts. El debut en el cine del director se estrenó en el Festival Internacional de Cine en Toronto 2014, donde ganó el segundo puesto como "Mejor Película." Se estrenó limitadamente el 10 de octubre de 2014 y mundialmente el 24 de octubre de ese mismo año. Curiosamente, ese mismo día se estrenó en Netflix en Francia.

## Sinopsis
Vincent MacKenna (Bill Murray) es un veterano retirado de la guerra de Vietnam, gruñón y alcohólico que vive en Sheepshead Bay, fuma y juega con regularidad. Su esposa, Sandy (Donna Mitchell), padece Alzheimer y ya no lo reconoce, pero él se hace pasar por médico para visitarla y lavarle la ropa. Los únicos amigos cercanos de Vincent son su gato Félix y una prostituta rusa embarazada llamada Daka (Naomi Watts). A pesar de su agresión hacia los extraños, Vincent tiene conocidos que lo admiran y se preocupan por él.
El Chrysler LeBaron de 30 años de Vincent es golpeado por una rama derribada por el camión de mudanzas de sus nuevos vecinos. Maggie Bronstein (Melissa McCarthy), una técnica de radiología en medio de un amargo divorcio, y su hijo Oliver (Jaeden Lieberher), conocen a Vincent, quien exige el pago por los daños al auto y la cerca de su jardín. Maggie hace todo lo posible para mantener a Oliver, quien es excluido e intimidado en su escuela católica, pero es un niño amigable y conocedor, al que su nuevo maestro le da una calurosa bienvenida. En su primer día en la escuela, su compañero de clase, Robert (Dario Barosso), roba el teléfono celular, la billetera y las llaves de la casa de Oliver. Oliver le pregunta a Vincent si puede quedarse en su casa hasta que su madre regrese del trabajo, Vincent se ofrece a seguir "cuidando niños" por una tarifa.
Vincent recoge a Oliver todos los días después de la escuela porque Maggie suele tener turnos dobles. Las ideas de Vincent sobre actividades extraescolares implican visitas a hipódromos y bares. La pareja comienza a ayudarse mutuamente a madurar. Vincent le enseña a Oliver cómo defenderse de los abusadores, lo que hace que Oliver le rompa la nariz al líder Robert que luego se disculpa y devuelve lo que robó. Oliver se hace amigo del chico, quien se presenta como Robert. Vincent y Oliver ganan una apuesta de alto riesgo sobre los caballos, lo que le permite a Vincent pagar algunas de sus deudas. Después de que el personal del asilo de ancianos de Sandy le dijera que está atrasado en los pagos y que Sandy será trasladada, Vincent roba dinero de la cuenta bancaria de Oliver cuando sus propias cuentas están sobregiradas y lo lleva a la pista de carreras. Él juega este dinero con la esperanza de obtener una gran ganancia pero pierde.
Vincent se enfrenta en su casa a los usureros Zucko (Terrence Howard) y Antwan (James Andrew O'Connor) que intentan quitarle las joyas de Sandy. Vincent cae repentinamente al suelo y Zucko y Antwan lo dejan en el piso. Oliver lo encuentra y llama al 911. Vincent es hospitalizado, le dicen que ha sufrido un derrame cerebral y que debe someterse a fisioterapia. Oliver, Maggie y Daka ayudan a Vincent a recuperarse, pero su lenguaje sigue siendo forzado.
David Bronstein (Scott Adsit) el padre de Oliver, un abogado, descubre la existencia de Vincent y utiliza la información sobre las apuestas, presentarle a Oliver una prostituta, Etc., para obtener la custodia compartida con Maggie. Al no estar al tanto de las actividades de Vincent, Maggie le dice a Vincent que ya no puede ver a Oliver.
Vincent se deprime después de descubrir que Sandy, murió mientras él estaba hospitalizado. Le entregan una caja que contiene sus pocas pertenencias y sus cenizas.
Para su proyecto escolar Santos entre nosotros, Oliver pregunta en el vecindario sobre el pasado de Vincent. Más tarde, nombra a Vincent en la asamblea de la escuela, declarándolo públicamente “St. Vincent of Sheepshead Bay” y entregándole una medalla. El razonamiento de Oliver proviene de la definición de santidad de su maestro como una persona que muestra "compromiso y dedicación" y cierto sacrificio. Vincent encaja en esto en términos de su esposa; También salvó a dos compañeros soldados en la Batalla del valle de Ia Drang durante la guerra de Vietnam y fue condecorado con la Estrella de Bronce. El resto parece discutible, ya que el juego y el robo no parecen el mejor curso de acción para recaudar dinero para las cuotas del asilo de ancianos. Sin embargo, el público de la escuela queda impresionado por el discurso de Oliver y aplaude a Vincent, a quien Daka ha engañado para que asista al evento.
Algún tiempo después, Daka da a luz a una niña y ella, junto con Maggie, Oliver y Robert, van a la casa de Vincent, donde comen y hablan felizmente.

## Elenco
| Actor            | Personaje         |
| ---------------- | ----------------- |
| Bill Murray      | Vincent MacKenna  |
| Jaeden Lieberher | Oliver Bronstein  |
| Melissa McCarthy | Maggie Bronstein  |
| Naomi Watts      | Daka Paramova     |
| Chris O'Dowd     | Profesor Geraghty |
| Kimberly Quinn   | Ana               |
| Donna Mitchell   | Sandy             |
| Terrence Howard  | Zucko             |
| Dario Barosso    | Robert Ocinski    |
| Ray Iannicelli   | Roger             |
| Scott Adsit      | David             |

## Producción
El guion fue escrito en 2011 por Melfi. y se rumoreó que Jack Nicholson podría protagonizar la película. Pero, Bill Murray firmó su contrato en julio de 2012. El 11 de marzo de 2013, se le ofreció a Melissa McCarthy el papel de Maggie y se unió al elenco. El 22 de marzo, Chris O'Dowd se unió al elenco y Naomi Watts se unió al elenco junto un mes más tarde. El 19 de julio, Scott Adsit se unió al elenco como David.

### Filmación
El rodaje comenzó la primera semana de julio de 2013, con escenas filmadas en el barrio neoyorquino de Brooklyn.

### Música
El 26 de diciembre de 2013, Theodore Shapiro fue contratado para realizar la banda sonora. El 27 de octubre de 2014 se estrenó el álbum.

## Estreno
La película se estrenó el 10 de octubre de 2014.

## Recepción
En Rotten Tomatoes la película tiene un puntaje de 76% basado en 157 críticas. En Metacritic, la película tiene un puntaje de 64 sobre 100, basado en 39 críticas.
Richard Roeper le dio a la película una A, diciendo que la actuación de Murray "podría darle un Globo de Oro."